# 贝蒂尔·安东松
贝蒂尔·安东松（瑞典語：Bertil Antonsson，1921年7月19日—2006年11月27日），瑞典男子摔跤运动员。他曾代表瑞典参加1948年、1952年、1956年和1960年夏季奥林匹克运动会摔跤比赛，共获得二枚银牌。